# Zygmunt Miłkowski (oficer)
Zygmunt Jan Miłkowski ps. „Denhoff”, „Wrzos” (ur. 18 października?/30 października 1894 w Zofiówce, zm. 6 kwietnia 1945 w Wiener Neudorf) – pułkownik dyplomowany kawalerii Wojska Polskiego, kawaler Orderu Virtuti Militari.

## Życiorys
Urodził się w Zofiówce, w powiecie czerkaskim ówczesnej guberni kijowskiej, w rodzinie Jana Karola i Włodzimiery z Michałowskich. W 1913 roku ukończył gimnazjum w Białej Cerkwi i rozpoczął studia rolnicze na Uniwersytecie Jagiellońskim w Krakowie. W tym samym roku został członkiem Drużyn Strzeleckich. W 1915 roku został wcielony do armii rosyjskiej. Walczył w Rumunii, Bukowinie i Galicji Wschodniej. W grudniu 1917 roku razem z sześcioma innymi Polakami – oficerami rosyjskiej 11 Dywizji Kawalerii dołączył do I dywizjonu pułku kirasjerów polskich, który po kolejnych zmianach nazwy został ostatecznie 7 pułkiem ułanów. Był ciężko ranny i internowany przez Austriaków, a po zwolnieniu działał w Polskiej Organizacji Wojskowej.
W listopadzie 1918 roku został przyjęty do Wojska Polskiego i przydzielony do szwadronu jazdy wojewódzkiej Warszawskiej Odsieczy Lwowa. 26 grudnia 1918 roku w składzie tegoż szwadronu pod dowództwem rotmistrza Antoniego Suszkiewicza wyjechał na front do Lwowa. 26 kwietnia 1920 roku wyróżnił się w walce z sowieckim 98 pułkiem kawalerii pod wsią Ślipczyce. 28 lutego 1921 roku został zatwierdzony z dniem 1 kwietnia 1920 roku w stopniu porucznika, w kawalerii, w grupie oficerów byłych Korpusów Wschodnich i byłej armii rosyjskiej. Następnie dowodził szwadronem w 12 pułku ułanów w Białokrynicy. 3 maja 1922 roku został zweryfikowany w stopniu rotmistrza ze starszeństwem z dniem 1 czerwca 1919 roku i 244. lokatą w korpusie oficerów jazdy (od 1924 roku – korpus oficerów kawalerii). 8 listopada 1923 roku został przydzielony do II Brygada Jazdy w Równem na stanowisko I oficera sztabu. 15 października 1926 roku został przeniesiony do 15 pułku Ułanów Poznańskich w Poznaniu i przydzielony do 3 szwadronu samochodów pancernych na stanowisko dowódcy. 18 lutego 1928 roku awansował na majora ze starszeństwem z dniem 1 stycznia 1928 roku i 24. lokatą w korpusie oficerów kawalerii. W 1929 roku został powołany do Wyższej Szkoły Wojennej w Warszawie, w charakterze słuchacza Kursu 1929–1931. 1 września 1931 roku, po ukończeniu kursu i otrzymaniu dyplomu naukowego oficera dyplomowanego, został przeniesiony do 3 pułku pancernego w Modlinie na stanowisko dowódcy Doświadczalnej Grupy Pancerno-Motorowej w Warszawie. 26 stycznia 1934 roku został przeniesiony do 14 pułku Ułanów Jazłowieckich we Lwowie na stanowisko zastępcy dowódcy pułku. Na podpułkownika został awansowany ze starszeństwem z dniem 1 stycznia 1934 roku w korpusie oficerów kawalerii. Od 24 lutego 1935 roku był żonaty z Jadwigą z Fischerów-Jaźwińską (1897–1944). W październiku 1935 roku został przeniesiony do Centrum Wyszkolenia Kawalerii w Grudziądzu na stanowisko oficera sztabu. Na tym stanowisku służbowym był dwukrotnie opiniowany (5 listopada 1936 roku i 11 października 1937 roku) przez generała brygady Bolesława Wieniawa-Długoszowskiego. W 1938 roku został dowódcą 23 pułku Ułanów Grodzieńskich w Postawach.
Na czele 23 pułku ułanów wziął udział w kampanii wrześniowej w składzie Wileńskiej Brygady Kawalerii. Po ciężkich walkach z Wehrmachtem w okolicy Tomaszowa w nocy z 8/9 września rozwiązał pułk w okolicy Przysuchy. Uniknął niewoli, od października 1939 roku w konspiracji (zastępca komendanta i szef sztabu organizacji „Brochwicz” na Lubelszczyźnie). Od czerwca 1940 roku w Oddziale III był oficerem, a inspektorem KG ZWZ od lipca tego samego roku. Był współorganizatorem Związku Walki Zbrojnej – komendant Okręgu Krakowskiego ZWZ–AK od czerwca 1941 roku, a od listopada 1942 roku ponownie inspektorem KG AK. W latach 1942–1944 szef Oddziału IV Kwatermistrzowskiego Komendy Głównej Armii Krajowej. Organizował w powstaniu warszawskim II rzut KG AK.
Z dniem 15 sierpnia 1944 mianowany komendantem Obszaru Zachodniego AK, krypt. „Zamek” z siedzibą w Łodzi (Litzmannstadt, „Kraj Warty”). Nie zdołał jednak podjąć działania, ponieważ podczas wydostawania się z Warszawy został zatrzymany przez Niemców jako uchodźca z ogarniętej powstaniem Warszawy i osadzony w obozie przesiedleńczym w Pruszkowie. Nie rozpoznany jako oficer AK został stąd wywieziony do KL Mauthausen-Gusen. Zginął zastrzelony 6 kwietnia 1945 roku podczas ewakuacji jego filii w Wiener Neudorf.

## Ordery i odznaczenia
- Krzyż Złoty Orderu Virtuti Militari nr 66[21]
- Krzyż Srebrny Orderu Wojskowego Virtuti Militari nr 2577 (1921)[22][23]
- Krzyż Niepodległości (25 lipca 1933)[24]
- Krzyż Walecznych (trzykrotnie)
- Złoty Krzyż Zasługi (10 listopada 1928)[25]
- Odznaka za Rany i Kontuzje[26]
- Odznaka „Znak Pancerny” nr 260 (11 listopada 1933)[27]